# Chuyến bay 316 của Swissair
Vào ngày 8 tháng 10 năm 1979, một chiếc máy bay DC-8 của Swissair đâm xuống đất khi đang cố gắng hạ cánh xuống  Sân bay Athens-Ellinikon. Trong số 154 hành khách và thành viên phi hành đoàn, 14 người đã tử nạn.

## Va chạm
Chuyến bay 316 của Swissair là một chuyến bay quốc tế lên lịch thường xuyên cất cánh từ Geneva, Thuỵ Sĩ đi Athens, Hy Lạp. Chiếc máy bay được đặt tên là Uri, được lái bởi cơ trưởng Fritz Schmutz và cơ phó Martin Deuringer.
Chuyến bay 316 đã chạm xuống đường băng 15L ở tốc độ 146 hải lý trên giờ (270 km/h; 168 mph). Máy bay đã giảm tốc, tuy nhiên vẫn chạy quá đường băng và chạy ra đường dân sự. Cánh và đuôi của máy bay bị tách rời khỏi máy bay và bốc cháy. 14 trong số 142 hành khách tham gia chuyến bay tử nạn. Trong số những người thiệt mạng có nhưng công dân Anh, Đức và Pháp, không có công dân Thuỵ Sĩ hay Hy Lạp. Trong số các hành khách trên chuyến bay, 100 người là các bác sĩ đang trên đường tới cuộc hội thảo y học tại Trung Quốc.
Một trong những người sống sót sau chuyến bay 316 là Hans Morgenthau, giáo sư luật học đến từ Đại học Chicago và là một chuyên gia trong phân tích quan hệ quốc tế.